# Đinh Phúc Hải
Đinh Phúc Hải tên thật là Đinh Duy Viên, bí danh Hải Nam (sinh ngày 2 tháng 9 năm 1925, mất ngày 26 tháng 10 năm 1997), nguyên là một tướng lĩnh trong Quân đội nhân dân Việt Nam, hàm Thiếu tướng Quân đội nhân dân Việt Nam, nguyên Bí thư Đảng ủy  Quân chủng Phòng không, nguyên Phó Tư lệnh về chính trị Quân chủng Phòng không - Quân đội nhân dân Việt Nam.

## Thân thế và sự nghiệp
Đinh Phúc Hải quê tại xã Vạn Kim (Bắc Sơn cũ), huyện Mỹ Đức, tỉnh Hà Tây (nay thuộc Hà Nội).
Ông tham gia Cách mạng tháng 8 năm 1945, là cán bộ Việt Minh phụ trách thiếu nhi xã Vạn Kim, huyện Mỹ Đức, tỉnh Hà Tây (cũ). 
Tháng 8 năm 1946, ông nhập ngũ được cử đi học Trường Quân chính Lê Lợi, sau đó là cán bộ dân quân huyện Mỹ Đức;
Tháng  3.1947, chuyển sang bộ đội chủ lực là chiến sĩ rồi Tiểu đội phó quản trị Đại đội 10 Tiểu đoàn 103 Trung đoàn Thủ đô (E102) ;
Tháng 7.1949, tiểu đội trưởng, trung đội phó rồi trung đội trưởng thông tin Đại đội 10 Tiểu đoàn 54 Trunng đoàn 102 Sư đoàn 308;
Tháng 9.1950, cán sự chính trị, chính trị viên phó Đại đội 273 Tiểu đoàn 54 Trung đoàn 102 Đại đoàn Quân tiên phong (F308);
Tháng 9.1951, được cử đi học Trường Lục quân Khóa 7;
Tháng 1.1953, tiếp tục được cử đi học Pháo cao xạ 37 mm tại Trung Quốc;
Tháng 7.1953, Chính trị viên phó Đại đội 381 Tiểu đoàn 396 Trung đoàn Pháo phòng không 367 Đại đoàn Pháo binh 351 tham gia Chiến dịch Đông Xuân, Chiến dịch Điện Biên Phủ (1953-1954);
Tháng 9.1954, phái viên Ban chính trị Đại đoàn Pháo phòng không 367 Bộ Tư lệnh Pháo binh.
Tháng 2 năm 1955, ông được cử giữ chức vụ Chính trị viện Tiểu đoàn Pháo cao xạ 381 Bộ Tư lệnh Pháo binh;
Tháng 7.1957, Chính trị viên phó Tiểu đoàn cao xạ 14 Sư đoàn 305;
Tháng 9.1959, được cử đi học tại Trường trung cao Quân sự;
Tháng 10.1960, Chính ủy Ban Hậu cần Sư đoàn 305.
Tháng 5 năm 1967, Chính ủy Trung đoàn pháo Phòng không 213 Sư đoàn Phòng không 363 Quân chủng Phòng không Không quân;
Tháng 6.1968, Chính ủy Trung đoàn Tên lửa Phòng không 236 Sư đoàn Phòng không 361 Quân chủng Phòng không Không quân; Tham gia chiến dịch khe sanh - Tổng tấn công và nổi dậy Tết Mậu Thân 1968;
Tháng 10.1969, Phó Chủ nhiệm Chính trị rồi Chủ nhiệm Chính trị (12.1970) Sư đoàn Phòng không 363 Quân chủng Phòng không Không quân, tham gia Chiến dịch Trị Thiên 1972;
Tháng 6.1972, Phó Chính ủy Sư đoàn Phòng không 363 Quân chủng Phòng không Không quân;
Tháng 12.1973, Chính ủy Sư đoàn Phòng không 363, Đảng ủy viên Quân chủng Phòng không Không quân.
Tháng 3 năm 1978, ông được cử đi học tại Học viện Quân sự cấp cao;
Tháng 4.1979, Chủ nhiệm Chính trị Quân chủng Phòng không, Đảng ủy viên Quân chủng;
Tháng 8.1980, Phó Tư lệnh về Chính trị Quân chủng Phòng không, Đảng ủy viên Quân chủng;
Tháng 12.1983, Phó Tư lệnh về Chính trị phụ trách công tác cán bộ, Đảng ủy viên Quân chủng; 
Tháng 12.1985, ông được phong hàm Thiếu tướng - Phó Tư lệnh về chính trị Quân chủng Phòng không - Bí thư Đảng ủy Quân chủng Phòng không; 
Năm 1987, Phó tư lệnh về chính trị phụ trách công tác cán bộ Quân chủng Phòng không, Đảng ủy viên Quân chủng.
- Tháng 07 năm 1989, ông nghỉ hưu.
- Ông mất ngày 26 tháng 10 năm 1997 tại Bệnh viện Trung ương Quân đội 108, thọ 72 tuổi.

## Khen thưởng
- Huân chương Quân công hạng Nhì
- Huân chương Chiến công (hạng Nhất, Ba)
- Huân chương Chiến thắng (chống Pháp) hạng Ba
- Huân chương Kháng chiến chống Mỹ hạng Nhất
- Huân chương Chiến sĩ vẻ vang (hạng Nhất, Nhì, Ba)
- Huy chương Quân kỳ quyết thắng, Huy chương Vì thế hệ trẻ
- Huy hiệu 40 năm tuổi Đảng.